# Adenrele Sonariwo
Adenrele Sonariwo là một doanh nhân và người phụ trách nghệ thuật người Nigeria. Cô là người sáng lập Phòng trưng bày nghệ thuật Rele trên đường quân sự, Onikan, đảo Lagos, Lagos, Nigeria. Cô là người phụ trách chính của gian hàng Nigeria đầu tiên tại Venice Biennale lần thứ 57 năm 2017.

## Giáo dục
Sonariwo có bằng kế toán đầu tiên tại Đại học Howard, sau đó tiếp tục làm việc tại PricewaterhouseCoopers với tư cách là kế toán trong vòng bốn năm. Cô có một Truyền thông đa phương tiện MA từ  Học viện nghệ thuật đại học và một chứng chỉ trong triển lãm nghệ thuật đương đại giám tuyển từ Đại học Nghệ thuật Luân Đôn.

## Phòng trưng bày Rele
Khi trở về Nigeria, cô thành lập Rele Art Gallery vào năm 2010, mặc dù nó không khởi động như một không gian vật lý cho đến tháng 2 năm 2015. Năm 2011, trong khi ý tưởng về phòng trưng bày đã bắt đầu bén rễ, cô đã cố gắng thành lập một trường đại học nghệ thuật ở Nigeria mà cô gọi là   Trường phái nghệ thuật hiện đại.  Đó là "một trường nghệ thuật bật lên cho những người yêu thích nghệ thuật có thể bị mắc kẹt trong một nghề nghiệp khác." 

## Venice lần thứ 57
Năm 2017, Sonariwo trở thành người phụ trách chính của gian hàng Nigeria đầu tiên tại Venice Biennale lần thứ 57. Cô được hỗ trợ bởi nhà văn và nhà phê bình nghệ thuật Emmanuel Iduma với vai trò giám tuyển. Phiên bản có chủ đề Viva Arte Viva  và gian hàng của Nigeria có tác phẩm của Victor Ehikhamenor, Peju Alatise và Qudus Onikeku.

## Giải thưởng và các danh hiệu khác
Sonariwo đã giành giải thưởng tương lai cho nghệ thuật và văn hóa năm 2016. Cô cũng đã có tên trong Danh sách quyền lực của những người có ảnh hưởng trong văn hóa năm 2016  và 2017. Vào tháng 3 năm 2017, cô được liệt kê là một trong 100 phụ nữ truyền cảm hứng nhất ở Nigeria. Cô đã phát biểu tại các sự kiện TEDx, và là thành viên ban giám khảo tại Dak'art Biennale diễn ra vào năm 2018. Cô cũng đã từng xuất hiện trên trang bìa của tạp chí Guardian Life ở Nigeria.
Năm 2018, Vogue liệt kê cô là một trong "Năm người phụ nữ tuyệt vời nhất ở Lagos" 

## Cuộc sống cá nhân
Sonariwo là con gái của Akarigbo thứ 18 của Remo, Oba Michael Sonariwo, người đã chết năm 2016 sau 80 năm.

## Những cuộc phỏng vấn đáng chú ý
- Cuộc phỏng vấn với Adenrele Sonariwo tại The Spark (Tháng 3 năm 2018) [20]
- Adenrele Sonariwo: Đưa ra nghệ thuật Một tiếng nói tại The Guardian (tháng 1 năm 2018) [21]
- Câu hỏi Venice [22]